# Itapecerica (Minas Gerais)
Itapecerica é um município brasileiro do estado de Minas Gerais. Localiza-se na Região Geográfica Imediata de Divinópolis, no centro-oeste do estado. Possuía uma população de 21 046 habitantes em 2022, segundo o censo daquele ano.
Além da sede, o município tem três distritos urbanos, Lamounier, Marilândia e Neolândia, e uma extensa zona rural com cerca de setenta povoados, tais como: Afonsos, Barreiro, Bom Sucesso, Bocaina, Cafofo, Casa Queimada, Capivara, Chaves, Córrego Fundo, Gama, Gonçalves Ferreira, Inácio Caetano, Lameus, Serra dos Gomes, Santo Antônio, Serra dos Lopes, Taquara, Palmeiras, Partidário, Pedra Preta, Vendinha entre outros.[carece de fontes?]

## História
A história de Itapecerica remonta à exploração aurífera no século XVII, período em que muitos garimpeiros se aventuravam no sertão brasileiro em busca de metais preciosos, tendo como destino final a Capitania de Goiás. A região do município, situada entre São João del-Rei  e esta capitania, era ponto de descanso dos aventureiros e possuía várias picadas (caminhos abertos pela mata pelos aventureiros), por isso ficou conhecida no período como Conquista do Campo Grande da Picada de Goiás. O bandeirante fundador foi Lourenço Castanho de Taques, que chegou à região do Vale do Itapecerica em 1696.
No século XVIII, com a chegada do bandeirante Feliciano Cardoso de Camargo, com a pretensão de exploração mineral na região, a localidade deixou de ser apenas ponto de passagem e começou a atrair exploradores que acabaram formando um arraial. A região havia se mostrado rica em ouro, atraindo o interesse da Vila de São José del-Rei, que em 1744 tomou posse do arraial, que recebeu o nome de São Bento. As primeiras autoridades reconhecidas foram: Capitão Vicente Ferreira da Costa, Tabelião Miguel da Costa, Juiz Vintenário Joaquim Pereira e o Escrivão Manoel da Silva Gral. Com a primeira paróquia sendo criada em 1757, sob o comando do Vigário Gaspar Alves Gondim, que por sua popularidade, foi responsável pela atração de muitos fieis para a região e pelo início da tradição religiosa da cidade.  
O arraial foi elevado a vila em 20 de novembro de 1789, por determinação do Visconde de Barbacena, então governador de Minas Gerais. Esta passou a ser a data de fundação e de aniversário do município. Em 1790, ergueu-se o pelourinho e foi eleita a primeira Câmara da Vila, com os seguintes componentes: Domingos Rodrigues Gondim, Bel. João Pinto Caldeira, Antônio Garcia de Melo, José Joaquim Carneiro, José Ferreira Gomes e Antônio Joaquim de Ávila. 
Saint-Hilaire, em 1819, descreve, no livro "Viagem às nascentes do Rio São Francisco, a "Fazenda Cachoeirinha", do Capitão-Mor de Itapecerica (na época chamada Vila de Tamanduá) João Quintino de Oliveira. 
"A propriedade de CACHOEIRINHA, situada um pouco antes de TAMANDUÁ, tem três léguas de comprimento por duas de largura. Vi aí uma quantidade considerável de gado vacum, de porcos e carneiros. Seu proprietário, o Capitão-Mór JOÃO QUINTINO DE OLIVEIRA, vendera nesse ano, no Rio de Janeiro, porcos no valor de dois contos de réis. Era um homem educado e cuja mesa atestava de sobra a sua riqueza. Não obstante a casa que ocupava era quase tão mal cuidada e modesta quanto as que eu vira em todas as outras fazendas. Ficava situada, como as senzalas, ao fundo de um vasto terreiro e rodeada por mourões que tinham a grossura de uma coxa e a altura de um homem, tipo de cercado muito em uso na região. Da varanda, bastante ampla, em cuja extremidade fora erguido um pequeno oratório passava-se para uma grande peça coberta de telhas-vã e de paredes sem caiação, cuja mobília constituía-se em alguns bancos de madeira, tamboretes forrados de couro e uma enorme talha com um caneco de ferro esmaltado para retirar a água. Os poucos quartos que davam para esta sala eram pequenos e não apresentavam mobiliário mais variado."
Em 4 de outubro de 1862, a vila foi elevada à condição de cidade, passando a ser denominada São Bento do Tamanduá. Este nome permaneceu até 1882, quando em 19 de outubro, passou a ser Itapecerica, que em Tupi-Guarani significa “Pedra lisa e Escorregadia”.

## Geografia
É distante de Belo Horizonte 180 km, fazendo parte da microrregião geopolítica de Formiga. As principais vias de acesso são as rodovias pavimentadas: MG-164 e MG-260. O acesso ferroviário se dá pela Linha da Barra do Paraopeba, da antiga Estrada de Ferro Oeste de Minas. O trecho, que liga o municipio ao distrito de Aureliano Mourão, na cidade de  Bom Sucesso e originalmente de bitola de 0,76 cm foi convertido para bitola métrica nos anos 1960, sob o comando da antiga Viação Férrea Centro-Oeste. Atualmente, a ferrovia se encontra concedida à Ferrovia Centro Atlântica para o transporte de cargas.
É um município extenso, com superfície total de 1.040,419 km², segundo dados do IBGE de 2016, da qual em 75% do território predomina o relevo montanhoso, com a cidade situando-se a 853 m de altitude. O ponto mais alto é o Morro do Calado, situado na Serra do Barreiro, com altitude de 1.187 m. A vegetação é composta pelos biomas de Mata Atlântica e de Cerrado, fazendo parte da bacia hidrográfica do Rio Pará.

O clima da região é o tropical de altitude, com verões amenos e úmidos, e invernos frios e secos. Os recordes de temperatura mais baixa e mais alta já registrados foram, respectivamente, 7,2 °C e 37 °C. Novembro, Dezembro, Janeiro, Fevereiro e Março são os meses mais quentes, com temperaturas mínimas e máximas de 17 °C e 28 °C, e os meses mais frios são Abril, Maio, Junho, Julho, Agosto e Setembro, com temperaturas mínimas e máximas entre 5 °C e 21 °C.

## Demografia e economia
Possui uma população, segundo Censo de 2010, de 21.377 habitantes, com estimativa de 22.158 para 2017. Dessa, 50,5% mulheres, 77,2% moradores da zona urbana, 82,1% eleitores e 84,6% alfabetizados. Apresenta ainda densidade demográfica de 20,54 hab/km² e 6.939 domicílios, com faixa etária majoritária entre 15 e 59 anos.
Segundo a atualização do censo de 2022 realizado pelo IBGE, Itapecerica conta com uma população de 21.046 habitantes com uma estimativa de 21.462 pessoas em 2024. Sua densidade demográfica é de 20,23 habitante por quilômetro quadrado. Ainda segundo o censo, o salário médio mensal dos trabalhadores formais é de 2 salários mínimos com cerca de 4.479 pessoas com ocupação correspondendo a 21, 28 % da população. 
As principais atividades econômicas da região são a extração mineral (empresa Nacional Grafite), agropecuária, indústria de calçados (empresa Calçados Addan) e turismo (Hotel Fazenda Palestina e Capetinga). A cidade possui IDH de 0,713, abaixo da média do estado de Minas Gerais, com rendimento médio nominal de R$340, 00 na zona rural e de R$510, 00 na urbana. Em 2021, o PIB per capita era de R$ 28.915,19, segundo o IBGE.

## Cultura, esporte e lazer

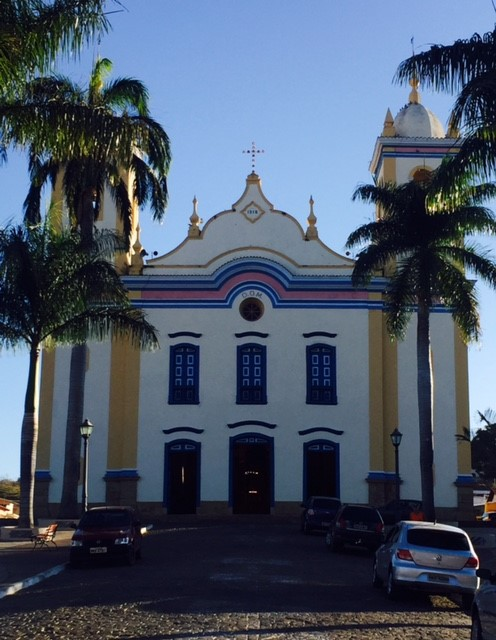
Igreja Matriz de São Bento

Os principais monumentos histórico-culturais do município são de origem colonial, com arquitetura barroca, destacando-se: Igreja de Santo Antônio da Ordem Terceira do Cordão de São Francisco ( mais popularmente conhecida como igreja de São Francisco) (1801), Igreja de Nossa Senhora do Rosário (1819), Igreja de Nossa Senhora das Mercês (1862 ? ), Casarão da Cooperativa (1905), Igreja Matriz de São Bento (1912) ano em que se deu o término de sua construção, Casarão do Elpídio Couto , mais conhecido como casarão da Mita (1910-1915), Praça Melo Vianna (1936) atualmente praça Dom José Medeiros Leite.

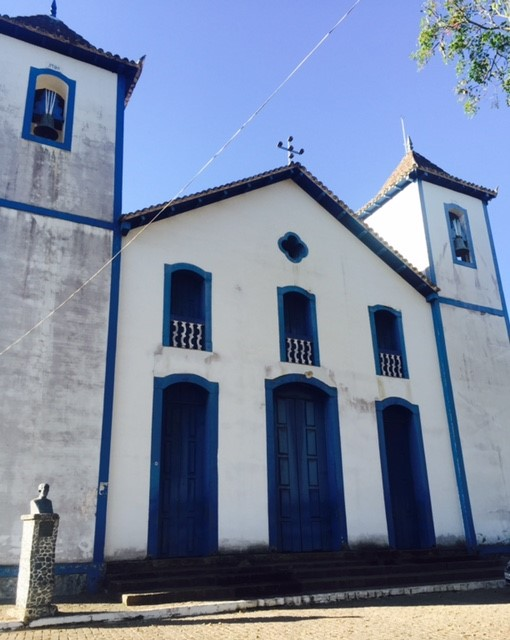
Igreja São Francisco

A cidade apresenta ainda importantes manifestações culturais, como o Festival de Inverno, na sua XXIIIª edição em 2017, e o Festival Gastronômico Rural, na sua XIª edição.  O primeiro ocorre no final de Julho, tendo como palco a Igreja da Matriz, reunindo apresentações de dança, teatro, arte e música de artistas locais e renomados, mobilizando a cidade e atraindo turistas da região. Já o segundo acontece em junho, reunindo o melhor do cardápio local, destacando a simplicidade da comida mineira do interior. Itapecerica atrai também muitos turistas todos os anos para seu magnifico Carnaval, onde até os dias atuais encontra-se os famosos blocos Carnavalescos que Desfilam pelas ruas da cidade são eles: Bloco dos Mal Dormidos, Bloco Suvaco de Cobra e Bloco Balaco Baku que a alguns anos promove no domingo de carnaval o tradicional concurso de marchinhas carnavalescas resgatando a história do município.
Marcado pela viva tradição religiosa, o calendário de eventos do município conta ainda com as celebrações da Semana Santa e do Setenário de Nossa Senhora das Dores, em março ao qual representa as sete Dores de Maria. A semana santa que acontece na semana que precede o Setenário é marcada pelos cortejos e procissões, mostrando a seriedade litúrgica e o espírito católico. Cada um dos sete dias de celebrações é dedicado aos passos de Jesus na sua Via Cruz, entoando-se cânticos em latim a obra foi composta pelo Padre João de Deus Castro Lobo e é executada por músicos das tradicionais bandas locais. Além disso, em agosto, desde 1818, acontece o Reinado do Rosário de Itapecerica, festa em homenagem à princesa Isabel, pela libertação dos escravos, e à Nossa Senhora do Rosário, considerada mãe dos negros. Ela é marcada pelos desfiles das congadas e dos Reis e Rainhas, além das tradicionais barraquinhas no Alto do Rosário.
Merece destaque que o município abriga uma Aldeia de Pataxós, uma reserva indígena demarcada em 2006, localizada no distrito de Lamounier. Ela é residência de aproximadamente 60 índios provenientes da Bahia, que mantém suas tradições culturais. ¹
Além da importante cultura e fé religiosa, o povo itapecericano é marcado pela paixão futebolística, com os times de União Esporte Clube, São Bento Esporte Clube e Associação Atlética Boaviagense dividindo a cidade. No mês de julho, o Torneio de Inverno de Futsal, em sua XXIIIª edição em 2017, empolga a cidade, após ter ficado inativo por alguns anos. 

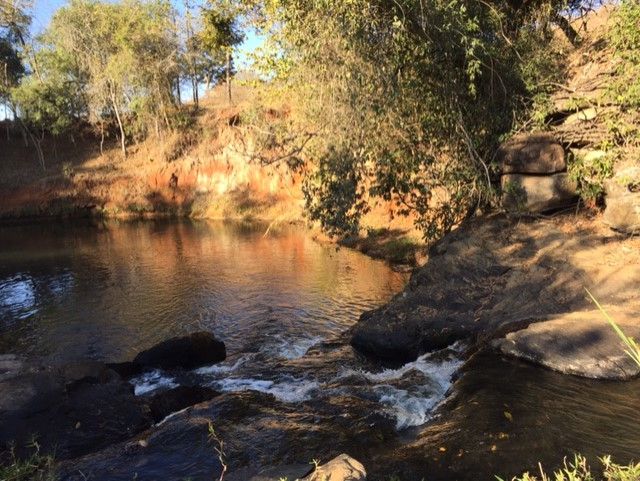
Cachoeira da "Ponte de Ferro"

O município possui ainda a nascente do Rio Itapecerica, que nasce no Morro do Calado, com o nome de Rio Vermelho, e depois recebe os afluentes Gama e Santo Antônio. Suas águas aliadas ao relevo montanhoso da região, rico em ipês amarelos, atrai turistas e locais nos períodos de verão para a prática do ecoturismo, e natação especialmente nas cachoeiras, como Pouso Alegre e Olga, e hotéis fazenda da região, tal qual Capetinga, Palestina e Pousada Caixa D`agua. 
Por fim, Itapecerica é berço de vários músicos de renome. O número de músicos formados nas principais academias do estado provindos deste município é notório. Muitos deles estão inseridos no mercado profissional a frente de projetos de grande relevância cultural ou integram formações orquestrais em diversas partes do país. Cita-se: Patrick Viglioni, Clarinetista ,Gilson Silva , Regente, Lamartine Tavares, Fagotista.

## Saúde
O município de Itapecerica faz parte da Região de Saúde de Divinópolis, compartilhando a execução dos serviços de saúde com 13 municípios vizinhos, com uma despesa total com saúde por habitante de R$ 231,01 por ano, segundo o DataSUS, sendo 66,81% proveniente de recursos próprios da prefeitura. A Secretaria Municipal de Saúde, comandada pela secretária Lara Dias (administração: 2017-2020), é responsável pela gestão do SUS na cidade, por meio do planejamento, execução, verificação dos resultados e melhoria das ações em saúde. Sua atuação é articulada de forma descentralizada pelas três áreas de atenção: primária, secundária e terciária, formando Redes de Atenção à Saúde (RAS) através da referência e contra referência. 

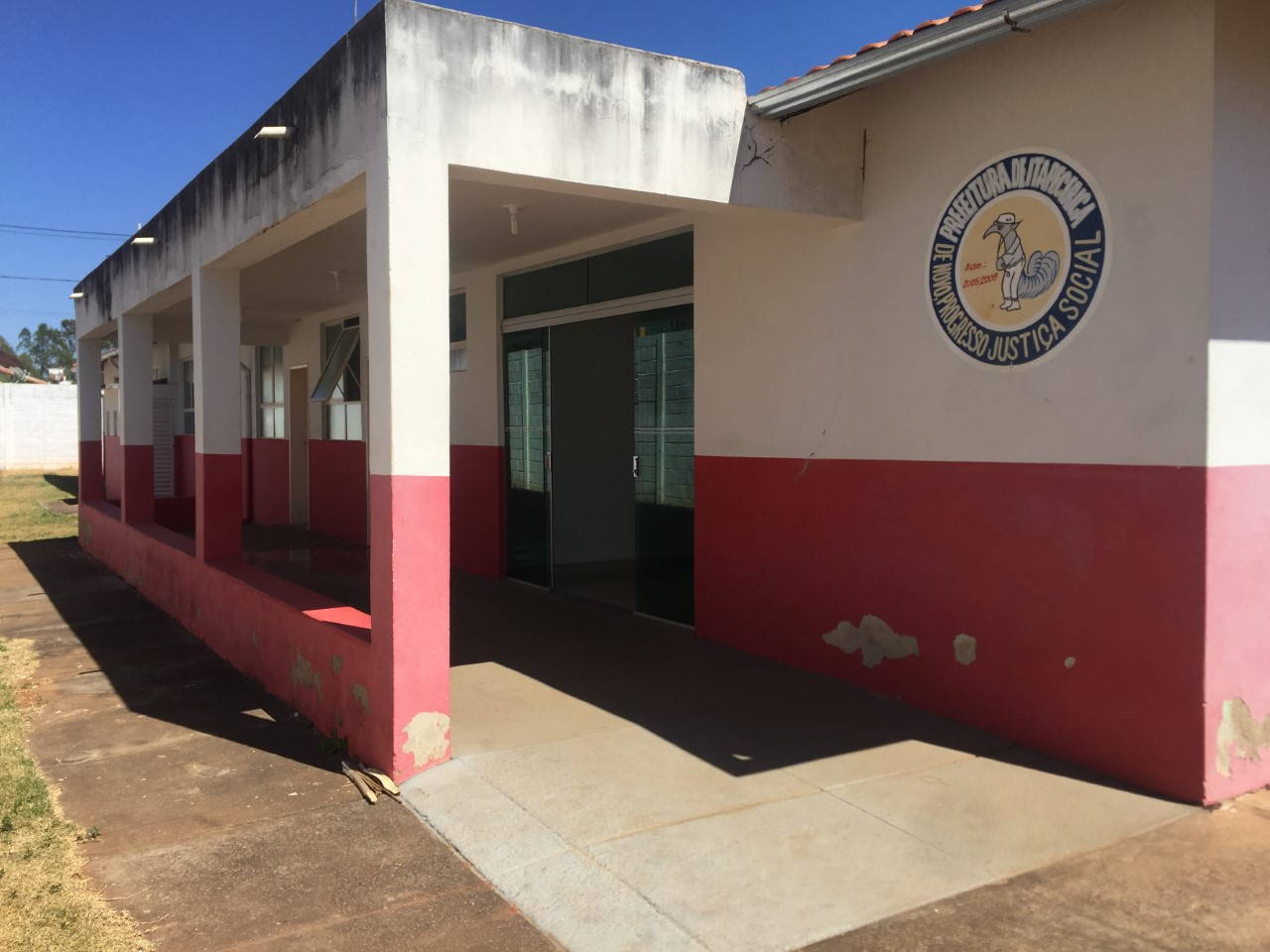
Unidade Básica de Saúde Bom Jesus - Dom Antônio

A Atenção Primária, reconhecidamente o ponto chave da organização em saúde de um município, possui como estrutura física: 5 Unidades Básicas de Saúde (Alto do Rosário, Ingás, Nossa Senhora das Graças, Bom Jesus e Marilândia), sendo 3 delas com saúde bucal disponível; 3 Unidades de apoio das UBS (Dom Antônio, Lamounier, Neolândia); 1 Farmácia Municipal. 3 Laboratórios de Análises (Laboratório Central, Lab Center e São Geraldo); 1 Centro de Referência da Assistência Social (CRAS) e 1 Centro Especializado de Assistência Social (CREA); 3 Unidades Conveniadas para exames de imagem (Clínica Dr Giovane José Cândido, Santa Casa de Misericórdia e Consórcio Intermunicipal de Saúde do Vale do Itapecerica - CISVI). Neste contexto, atuam 5 Equipes de Saúde da Família, com cobertura de 67,7% da população, sendo que todas estão aderidas ao Programa Nacional de Melhoria do Acesso e da Qualidade da Atenção Básica (PMAQ-AB), perfazendo 32 agentes de saúde, 8 médicos generalistas (2 vinculados ao programa federal Mais Médicos), 5 odontólogos, 6 enfermeiros, 8 técnicos em enfermagem, 4 psicólogos, 3 fisioterapeutas, 5 assistentes sociais e 6 educadores físicos. Além disso, o município faz parte do programa Farmácia de Todos, sendo que está inserido, desde julho de 2017, no critério de gestão TCM (Totalmente Centralizado no Município) do Componente Básico da Assistência Farmacêutica. Logo, a cidade é gestora dos recursos tripartide e bipartite (pelo menos R$5,10 por habitante/ano pela união; R$2,36 por habitante/ano pelo estado e R$2,36 por habitante/ano pelo município), sendo a responsável pela aquisição dos medicamentos via licitação estadual. Sendo que arca ainda com os medicamentos dispensados por ações judiciais via licitação municipal. 

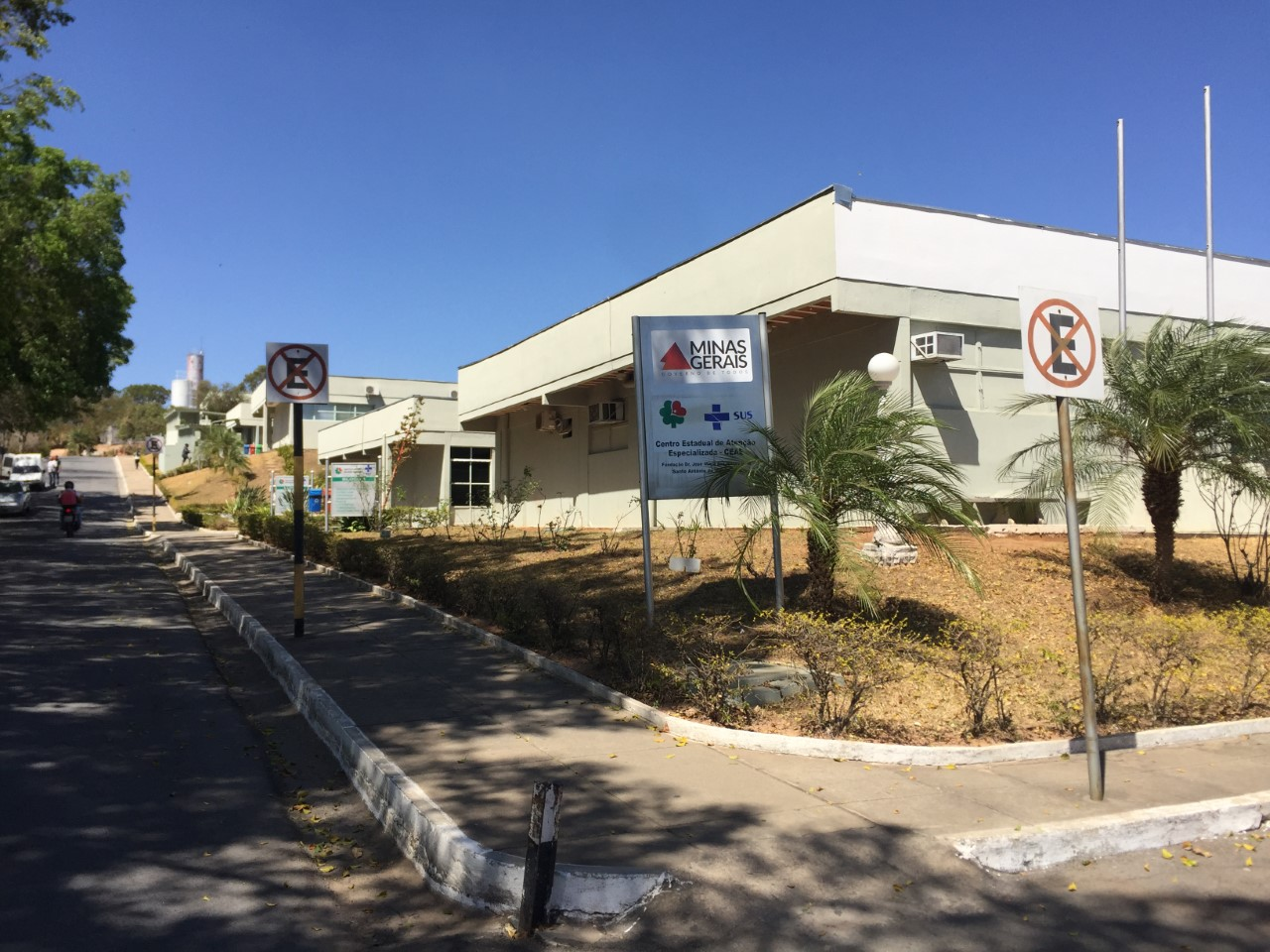
Centro Integrado Viva Vida e HiperDia

A Atenção Secundária se articula com a Primária por meio das unidades: 1. Centro de Especialidades, em Itapecerica; 2. Laboratório de Inovação na Atenção às Condições Crônicas, em Santo Antônio do Monte, município à 54 km; 3. CISVI, em Divinópolis, cidade à 66 km. O primeiro é um centro, com sede no próprio município, que conta com 5 especialidade médicas: cardiologia, ortopedia, psiquiatria, ginecologia/obstetrícia e pequenas cirurgias, além de atendimento em psicologia. Já o segundo consiste num Centro Integrado de Referência Secundária, denominado Viva Vida, que abrange 13 munícipios da microrregião de Divinópolis, sendo responsável pelo atendimento de hipertensos, diabéticos, gestantes e crianças de zero a um ano, aplicando o Modelo de Atenção às Condições Crônicas. Por fim, o terceiro é um consórcio de 9 municípios desta mesma região que oferece atendimentos em 8 especialidades: cardiologia, neurologia infantil e adulta, oftalmologia, urologia, ortopedia, otorrinolaringologia e dermatologia.

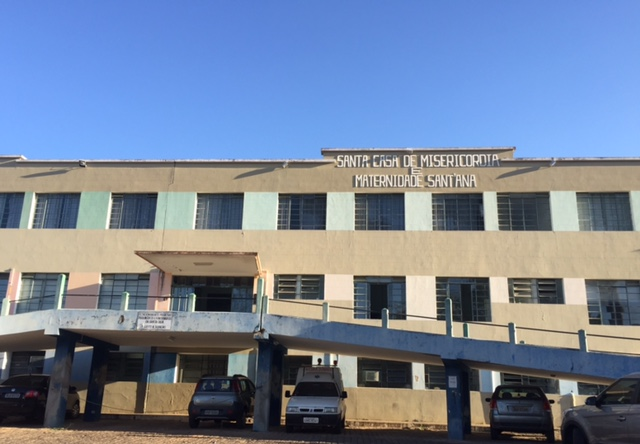
Santa Casa de Misericórdia e Maternidade Santana

A Atenção Terciária conta com 1 base do Serviço de Atendimento Móvel de Urgência (SAMU), 1 Pronto Atendimento Geral, 1 Santa Casa de Misericórdia e Maternidade Santana, além da possibilidade de internação nos municípios da região de saúde e do referenciamento de média e de alta complexidade para Divinópolis e Belo Horizonte, respectivamente. Segundo o DataSUS, há 61 leitos disponíveis, com as principais  causas de internação sendo do aparelho respiratório (22,1%), aparelho circulatório (15,6%) e gravidez, parto e puerpério (8,4%), com um média de 4,6 internações/100 habitantes.

## Educação
A rede de educacional do município conta com 23 instituições de ensino, dividindo-se nos níveis: 5 pré-escolar, 12 fundamental e 6 médio, perfazendo 3562 alunos e 302 docentes.  Apresenta índice de desenvolvimento da educação básica, segundo dados do IBGE de 2013, de 5,2, número acima da média nacional (4,9) e estadual (4,6). Contudo, ainda possui índice de analfabetismo de 10,5%.
A secretaria de Educação, sob o comando da secretária municipal Jeanete Gondim (2017-2021), é responsável pela gestão da rede no município. Por exemplo, elabora o Plano de Ações Articuladas (PAR), uma forma de planejamento das politicas educacionais que é pré-requisito para o recebimento de auxilio técnico e financeiro do governo federal. O PAR, por alguns anos, ficou sem execução por parte do município, gerando penalidades financeiras, mas, este ano, sua elaboração já foi iniciada no mês de abril.
Por fim, a cidade não possui instituições de ensino superior. Entretanto, as cidades vizinhas, como Itaúna, Formiga e Divinópolis, são capazes de suprir a demanda por meio de uma extensa lista de instituições, incluindo campus de duas universidades públicas: Universidade Federal de São João Del-Rei (UFSJ) e Universidade do Estado de Minais Gerais (UEMG), localizadas a 66 km.

## Saneamento
O município apresenta 80,3% da população servida por rede de abastecimento de água, serviço de responsabilidade da Companhia de Saneamento de Minas Gerais (Copasa). Além disso, 70,5% dos domicílios possui esgotamento sanitário adequado, com ainda 3,2% e 21,3% utilizando fossa séptica e rudimentar, respectivamente.
A cidade conta com estação de tratamento de água (ETA) e de esgoto (ETE). Das 2 ETE existentes, a localizada no distrito de Neolândia não está funcionando há 1 ano, ocorrendo vazamento de esgoto e entupimento na rede coletora, com consequente aprovação, em fevereiro, de obras emergenciais para reparo pela diretoria do meio ambiente do município.
A coleta de lixo em Itapecerica conta com frota de 3 caminhões, sendo 1 de coleta de lixo reciclável. O destino final da maior parte deste é o "lixão" da cidade. Contudo, um estudo, conduzido pela Secretaria de Cidades e de Integração Regional (Secir) do Governo de Minas, indicou que a construção de um Aterro Sanitário Compartilhado na localidade, próximo ao distrito de Marilândia, pode ser uma solução para o destino do lixo nesta cidade e nas vizinhas, Santo Antônio do Monte, Carmo do Cajuru, Pedra do Indaiá, Camacho e Oliveira. O projeto ainda está em fase de elaboração. 

## Personalidades
- Gabriel Passos: Político
- José Ribeiro Pena: Político